# Noordelijke zilverdwergijsvogel
De noordelijke zilverdwergijsvogel (Ceyx flumenicola) is een vogel uit de familie Alcedinidae (ijsvogels).

## Verspreiding en leefgebied
Deze soort is endemisch in de Filipijnen op Bohol, Leyte en Samar.

## Status
De grootte van de populatie is in 2022 geschat op 2500-5000 volwassen vogels. Op de Rode lijst van de IUCN heeft deze soort de status gevoelig.